# Чулковская волость
Чулковская волость — волость в составе Бронницкого уезда Московской губернии. Существовала до 1929 года. Центром волости было село Чулково.
По данным 1919 года в Чулковской волости было 6 сельсоветов: Дурнихинский, Егановский, Жуковский, Какузьевский, Кулаковский и Михайлово-Слободский.
В 1923 году был создан Чулковский с/с.
В 1924 году Жуковский и Какузьевский с/с были присоединены к Егановскому с/с.
В 1926 году Какузьевский с/с был восстановлен.
В 1927 году Какузьевский с/с был переименован в Какузьевско-Жуковский с/с.
В ходе реформы административно-территориального деления СССР в 1929 году Чулковская волость была упразднена.